# Saltillo (Pennsylvanie)
Saltillo est un borough situé au sud du comté de Huntingdon, en Pennsylvanie, aux États-Unis,. En 2010, il comptait une population de 346 habitants. Le borough est incorporé le 10 novembre 1875.

## Démographie
Lors du recensement de 2010, le borough comptait une population de 346 habitants. Elle est estimée, en 2019, à 335 habitants.

### Source de la traduction
- (en) Cet article est partiellement ou en totalité issu de l’article de Wikipédia en anglais intitulé « Saltillo, Pennsylvania » (voir la liste des auteurs).